# Oleg Nikolajewitsch Ostapenko

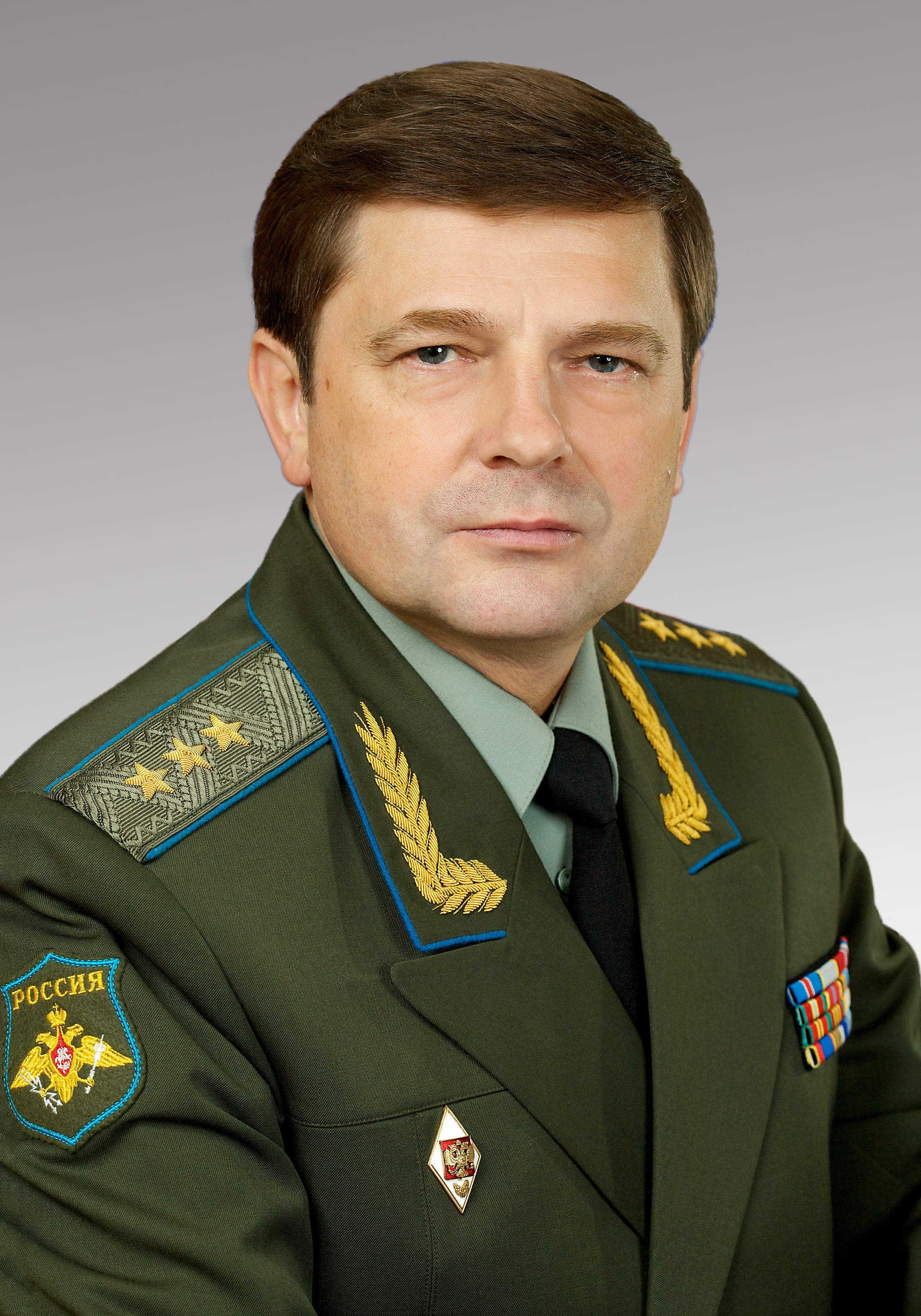
Oleg Nikolajewitsch Ostapenko (2012)

Oleg Nikolajewitsch Ostapenko (russisch Олег Николаевич Остапенко; * 3. Mai 1957 in Pokoschitschi bei Tschernihiw, Ukrainische SSR) war vom 10. Oktober 2013 bis zum 21. Januar 2015 der Leiter der russischen Raumfahrtbehörde Roskosmos. Ostapenko ist ein ehemaliger Generaloberst der Russischen Streitkräfte.

## Leben
1979 machte Ostapenko einen Abschluss an der Militärakademie „Felix Dserschinski“ der Raketenstreitkräfte, einer der Militärakademien der Sowjetunion. Zehn Jahre hatte er verschiedene Positionen bei den Strategischen Raketentruppen inne. 1992 legte er eine weitere Prüfung an einer Militärakademie ab. Ab 1992 war er weitere zehn Jahre in Führungspositionen am Raketenkontrollzentrum tätig, zuletzt in Plessezk. Zwischen 2002 und 2008 wurde er auf demselben Tätigkeitsfeld mehrmals befördert. 
2007 absolvierte Ostapenko Militärakademie des Generalstabes der Streitkräfte der Russischen Föderation. Zwischen 2004 und 2007 fungierte er als erster stellvertretender Kommandant der russischen Raumstreitkräfte.
Von 2008 bis 2011 war Ostapenko Befehlshaber der russischen Weltraumtruppen, im November 2011 wurde er Oberbefehlshaber der neugegründeten russischen Weltraum-Verteidigungskräfte.
Im November 2012 wurde Ostapenko stellvertretender russischer Verteidigungsminister, im Oktober 2013 wurde er zum Leiter der russischen Raumfahrtbehörde Roskosmos ernannt. Am 21. Januar 2015 wurde Ostapenko aufgrund einer Umstrukturierung von Roskosmos durch Igor Komarow ersetzt.